# Funza
Funza es un municipio colombiano ubicado en el departamento de Cundinamarca, en la provincia de Sabana Occidente. Conurbado con el  municipio de Mosquera, dicha conurbación solo se separa de la capital Bogotá por el peaje del Río Bogotá. Funza forma parte de la amplia área metropolitana de Bogotá.

## Toponimia

### Origen lingüístico[3]
- Familia lingüística: Chibcha
- Lengua: Muysccubun

### Significado
El topónimo «Funza», en muysc cubun (idioma muisca), significa «Varón Poderoso». Otro posible significado es «Gran Señor».Funza presenta los vocablos fu-fo "dios, zorro", n "en, de", sa "ahora", za "noche", negación", "no".

### Origen / Motivación
Funza es el nombre original de la capital de la nación de los zipas, situada en un lugar cercano a la actual cabecera del municipio conocido como la Punta de Chitasugá. El nuevo pueblo fue fundado con el nombre de Funza en honor a la gran ciudad de la cultura muisca.

### Nombres históricos
- Bacatá (siglo XV y XVI)
- Villa de Santiago de Bogotá (1810)

## Historia

### Época precolombina
Probablemente en la vereda El Cacique se encontraba la cabecera del poblado muisca, capital del Zybyn (clan) de Bacatá y del gobierno del Zipazgo.
En tiempos del Zipa Saguamanchica, el cacique de Guatavita le declaró la guerra al Zipa y partió con su ejército con la intención de invadir Funza, capital del Zipazgo. Sin embargo, Saguamanchica no solo resistió el ataque, sino que persiguió al Guatavita de regreso a sus dominios, que fueron invadidos por el Zipa.

### Conquista española

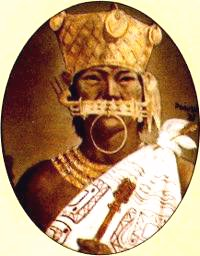
El Zipa Tisquesusa.

Al momento de la llegada de los españoles a la Confederación Muisca, el Zipa Tisquesusa, enterado del arribo de los extranjeros, se dirigió apresuradamente a Funza, capital del Zipazgo de Bacatá, donde ordenó el total desalojo de la población para salvaguardarla de los peligros que pudieran sobrevenir con la llegada de los invasores. Todas las tygüi (consortes) del Zipa, que eran más de cuatrocientas, fueron las primeras en abandonar la ciudad. Así, la Corte del Zipa partió hacia Facatativá.
Diariamente, el Zipa recibía informes detallados de sus espías sobre los españoles, intentando así comprender de quiénes podía tratarse, si de dioses o de hombres. Como los mensajes informaban que los extranjeros mostraban una desmesurada avidez por apoderarse de todo el oro que encontraban, Tisquesusa ordenó que sus tesoros fueran escondidos de inmediato, haciendo dar muerte a los encargados de esa labor para asegurar el secreto del escondite.

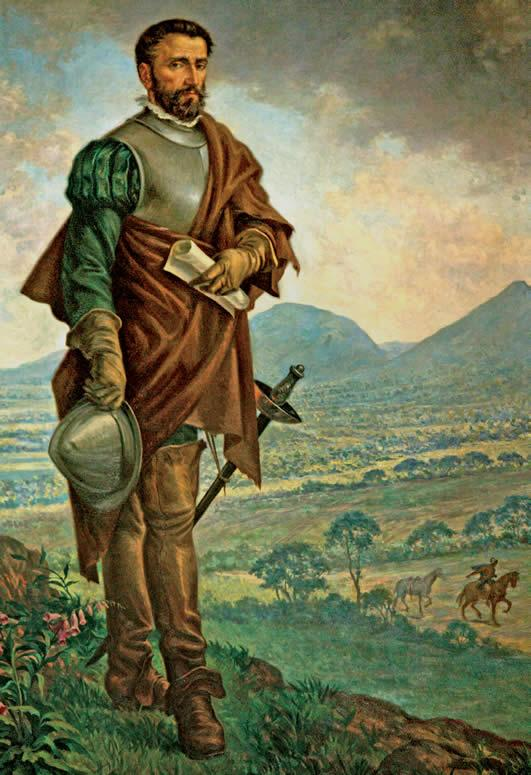
Gonzalo Jiménez de Quesada.

Gonzalo Jiménez de Quesada, exasperado por las continuas dilaciones que ponía el Zipa en sus mensajes, y viendo que este sólo quería postergar indefinidamente el encuentro, decidió marchar intempestivamente hacia Funza. En el camino los españoles fueron atacados en múltiples ocasiones por hombres fieles a Tisquesusa que, escondidos entre los pantanos, disparaban flechas y les tiraban piedras a los invasores. Además, como en aquel momento el río Bogotá estaba crecido por las lluvias de abril, tuvieron alguna dificultad en pasarlo.
Cuando llegaron los españoles a la capital del Zipazgo, no encontraron a nadie, aunque se admiraron de la grandeza de las habitaciones del Zipa, en las que se alojaron. En la relación de los capitanes San Martín y Lebrija se cuenta que en la capital del Zipazgo había muchos templos, que todas las casas eran muy aseadas, ordenadas y amplias. El interior de las construcciones estaba revestido por cañizos de cordeles de múltiples colores que formaban figuras geométricas, de animales y antropomórficas.
Una noche, algunos indígenas, probablemente enviados por Tisquesusa, atacaron Funza con flechas encendidas, y aunque los españoles lograron sofocar el incendio, muchas casas alcanzaron a derrumbarse. Habiendo capturado a algunos de los indígenas, estos le dijeron a Quesada que el Zipa se escondía en Tenaguasá, adonde fueron los españoles con mucho sigilo, pero cuando llegaron, no hallaron a nadie.

### Nuevo Reino de Granada
En 1572 el pueblo indígena de Bogotá (hoy Funza) fue señalado como corregimiento de la provincia de Santafé, incluyendo bajo la jurisdicción de Funza los pueblos de Serrezuela (hoy Madrid) y Facatativá. En 1660 se construyó el puente de piedra sobre el río Funza (antiguo nombre del río Bogotá), conocido como “Puente Grande”.

### Estados Unidos de Colombia
El 23 de julio de 1861 fue separado el Distrito Federal de Bogotá. La capital del Estado Soberano de Cundinamarca fue trasladada ese mismo año a Funza hasta 1868.

## Geografía
El municipio de Funza tiene una extensión territorial total de 100 km², de los cuales 10 km² corresponden al área urbana, y 90 km² al sector rural. Se encuentra a una altitud de 2.540 m s. n. m. y tiene una temperatura promedio anual de 14 °C.

### Límites
| Noroeste: Madrid                                                         | Norte: Tenjo                                       | Nordeste: Cota (Vereda Siberia) |
| Oeste: Madrid                                                            |                                                    | Este: Bogotá, D.C. Localidades de Engativá (Río Bogotá - UPZ homónima Área verde) y de Fontibón (Humedales del Aeropuerto El Dorado) |
| Suroeste: Mosquera (Conurbación Ciudad Sabana-Provivienda Humedal Gualí) | Sur: Mosquera (Conurbación Villa Cety-El Porvenir) | Sureste: Bogotá, D.C Localidad de Fontibón (UPZ Fontibón San Pablo Barrio El Charco)                                                 |

### División Político-Administrativa
Además de su cabecera municipal, tiene bajo su jurisdicción los siguientes centros poblados: El Coclí, El Papayo, San Antonio Los Pinos y Tienda Nueva.

## Turismo

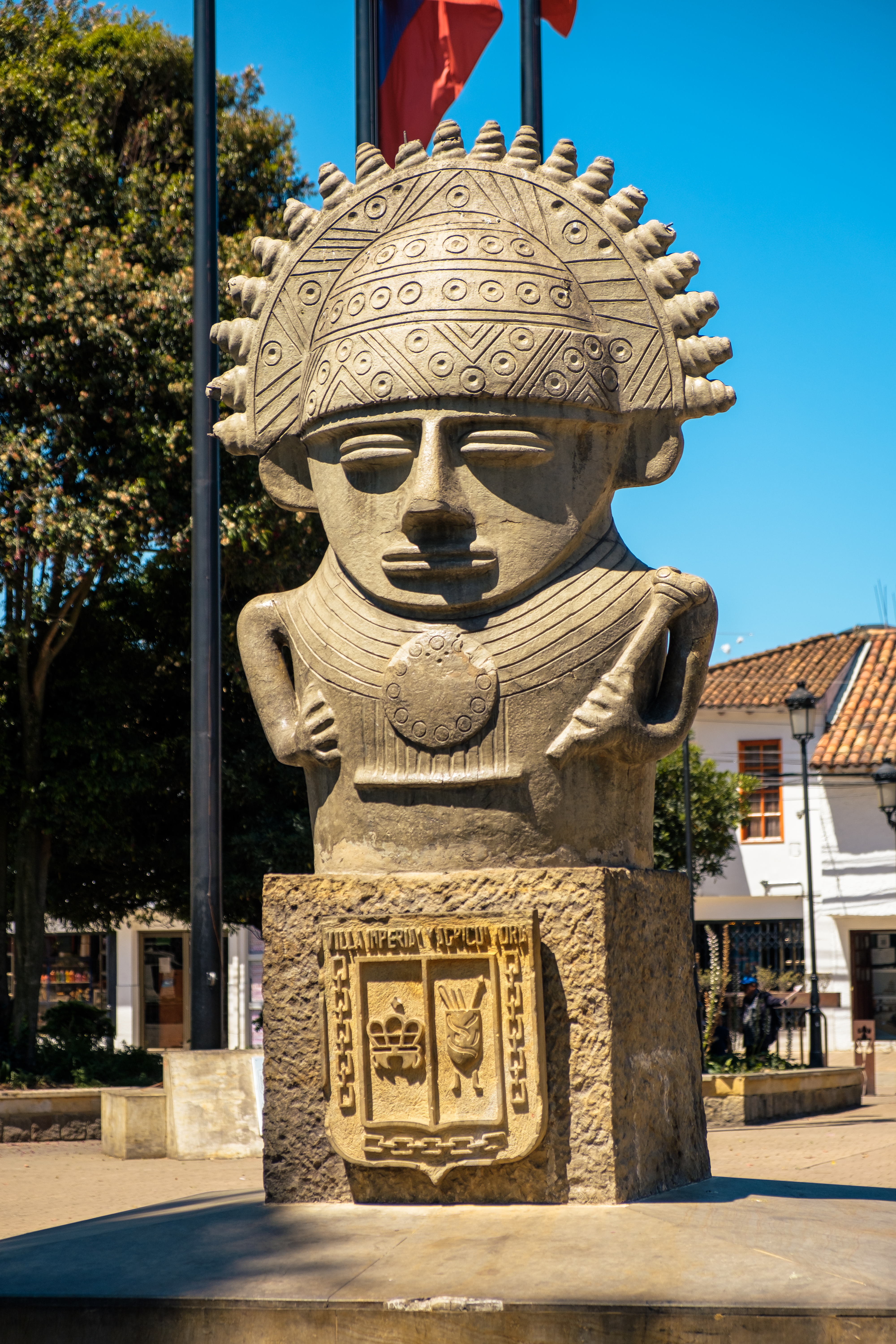
Monumento en honor a los Zipas.

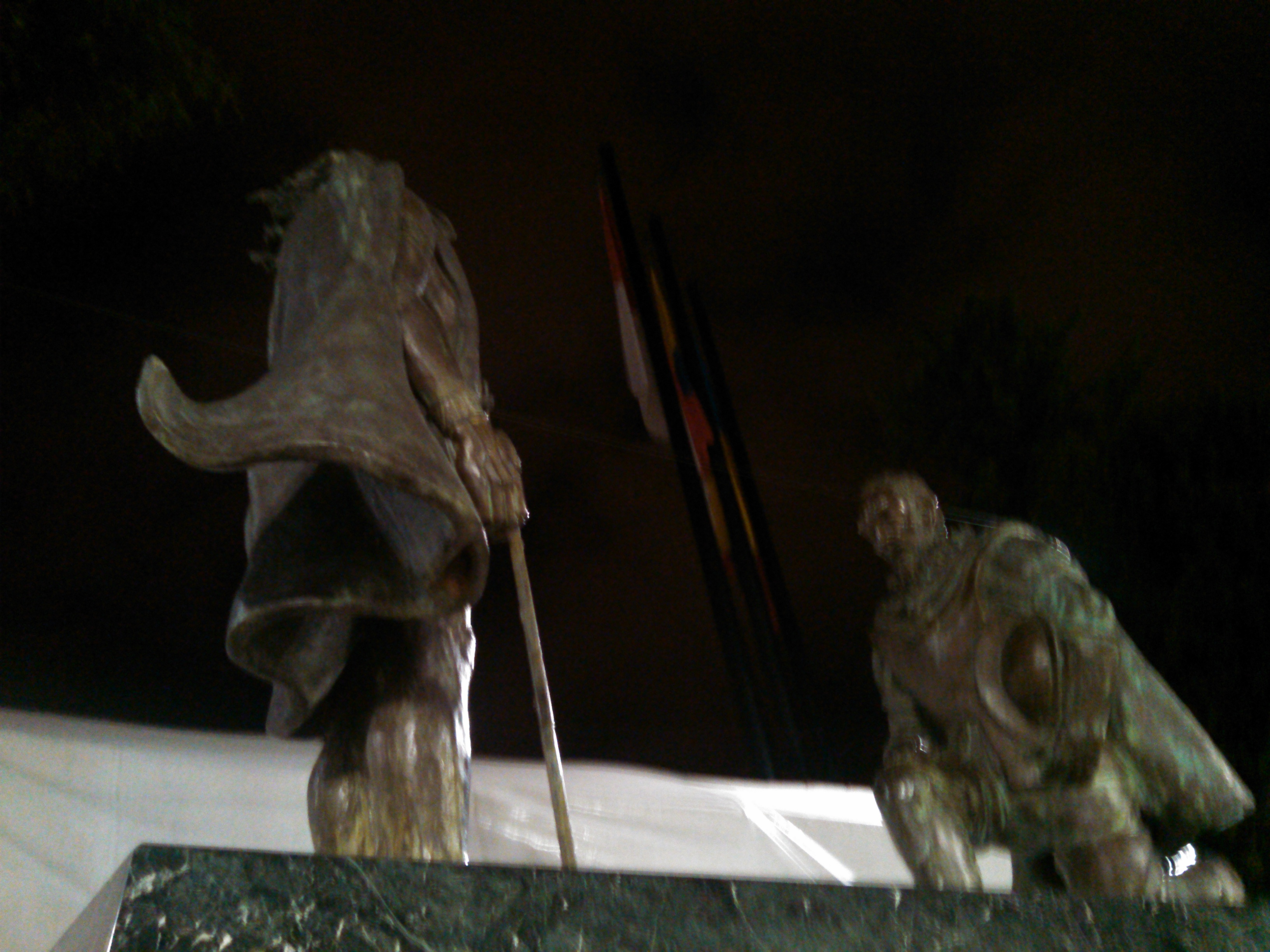
Monumento en honor a Zaquesazipa, último Zipa de Bacatá.

- Artesanías: Tejidos en lana virgen y en croché, pantuflas con base de alpargatas y vitrales.
- Biblioparque Marqués de San Jorge
- Capilla de San Martín
- Casa de la Cultura
- Casona Catama
- Casona La Ramada
- Humedal de Gualí
- Museo Parroquial
- Parque de la Fraternidad
- Seminario Mayor Villa Paúl
- Villa Olímpica

## Movilidad
A Funza se accede desde Bogotá por la Avenida Centenario hasta el río Bogotá, la Troncal de Occidente da acceso a Madrid y Facatativá, por Soacha desde la Avenida Indumil; por la vía Mondoñedo hasta Mosquera y por Cota (desde el norte), ambas por la Perimetral de Occidente. También de otras partes de la capital se acceden por la Avenida Calle 80 y la Calle 64 (Engativá pueblo-Parque La Florida) y de ahí a la variante La Ramada en el municipio.
En cualquier caso hay un considerable servicio intermunicipal de buses desde cualquier punto de la capital y la Sabana.
Por último hay conexión con el sector de Puente de Piedra (Madrid) al norte conectando con la Ruta Nacional 50 y de allí con El Rosal y Subachoque.
A futuro Funza formará parte del Tren de Cercanías de la Sabana, que conectará al centro de Bogotá con Facatativá, con su propia estación de acceso (sector de La Ramada, aunque compartido con los barrios del este de Mosquera) y también opcionalidad de conexiones con el sistema de transporte público bogotano.

## Alcaldes elegidos por voto popular (1988-actualidad)
| Periodo   | Nombre                           |
| --------- | -------------------------------- |
| 1988-1990 | Juan Manuel Gutiérrez Madero     |
| 1990-1992 | Geomar Duque Vasquez             |
| 1992-1994 | Carlos Eduardo Aguilera          |
| 1993      | Aixa Ulloa (e)                   |
| 1994-1995 | Luis Arcesio Montealegre         |
| 1995-1997 | Pedro Hervey González Nieto      |
| 1998-2000 | Geomar Duque Vasquez             |
| 2001-2003 | Beyanith Gutiérrez Roa           |
| 2004-2007 | Hernando Vargas González         |
| 2008-2011 | Jorge Emilio Rey Angel           |
| 2012-2015 | Jorge Enrique Machuca López      |
| 2016-2019 | Manuel Antonio Montagu Briceño   |
| 2020-2023 | Daniel Felipe Bernal Montealegre |
| 2024-2027 | Jeimmy Sulgey Villamil Buitrago  |

## Educación

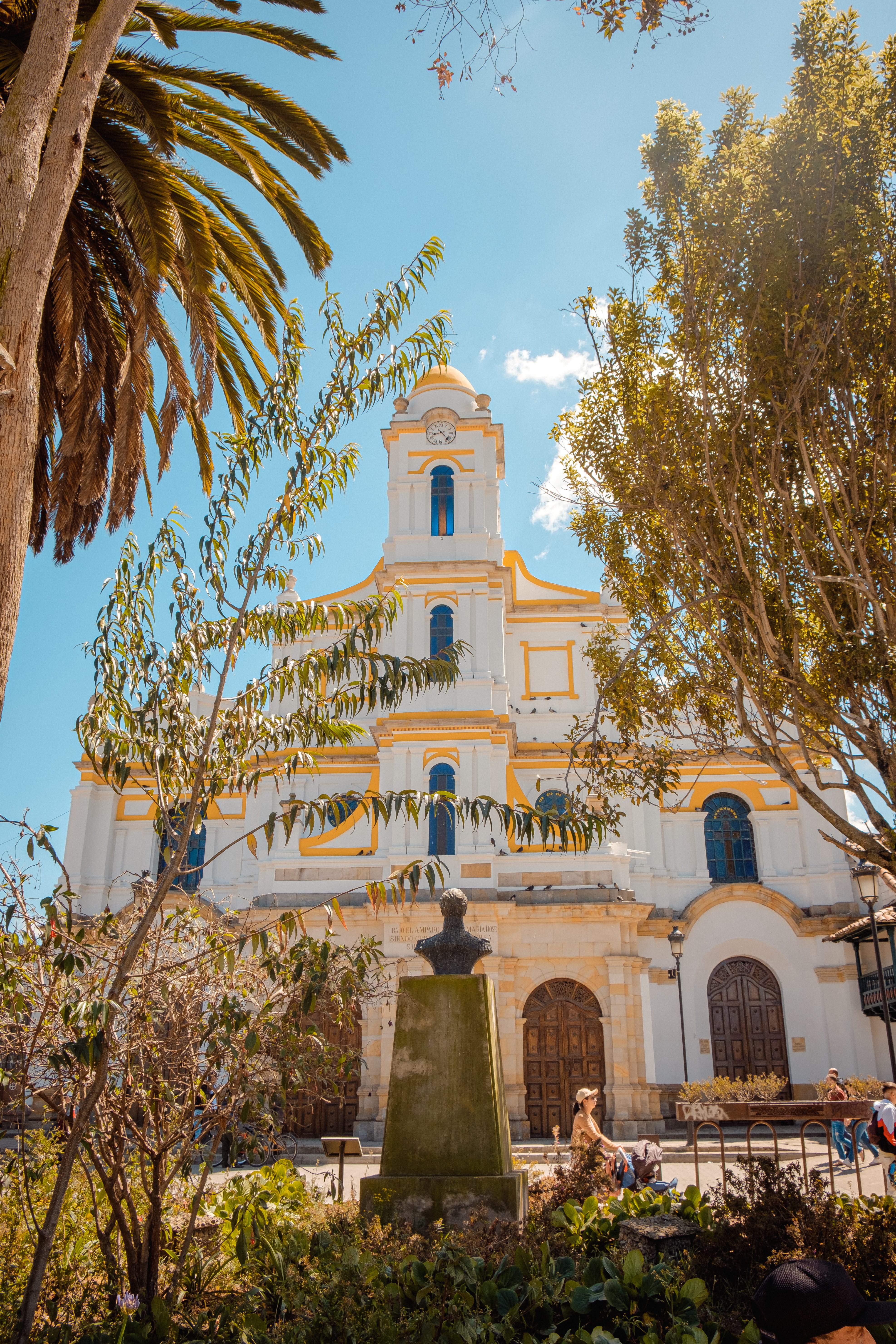
Parroquia Santiago Apóstol de Funza

### Instituciones públicas de educación básica y secundaria
- Institución Educativa Departamental Funza
- Institución Educativa Departamental Bicentenario
- Institución Educativa Departamental Miguel Antonio Caro
- Institución Educativa Departamental Técnico Agropecuaria San Ramón

### Instituciones privadas de educación básica y secundaria
- Colegio Técnico Industrial Corazón De María
- Colegio Santa Ana
- Colegio Nuestra Señora Del Rosario
- Centro Educativo Abriendo Caminos
- Colegio Nuestra Señora Del Rosario
- Colegio Liceo caminos del Saber
- Colegio Sembradores De Paz
- Colegio Cristiano Integral
- Colegio Gimnasio Cristiano de Cundinamarca
- Colegio Militar "Coronel Juan José Rondón"
- Colegio De Formación Integral Sembradores de Paz
- Colegio San Juan Bosco
- G.A.M. Gimnasio Americano
- Colegio Manuel Zapata Olivella
- Colegio Mi Bello Horizonte
- Colegio Parroquial Santiago Apóstol
- Fundación Creciendo Por Colombia
- Colegio José María
- Colegio Cooperativo Comunal De Funza

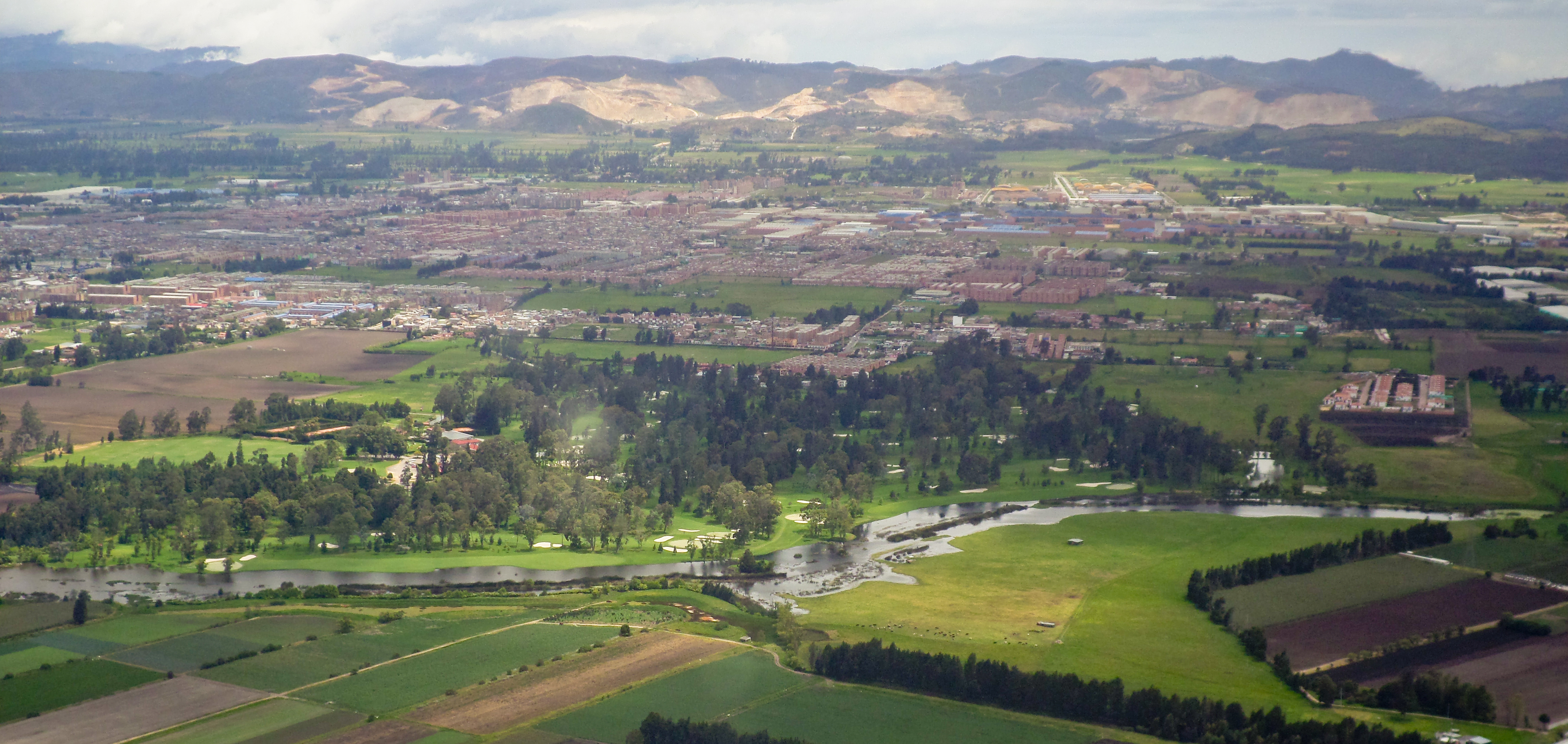
Río Bogotá y panorámica

- Colegio Inglés Nueva Inglaterra
- Colegio Mayor Creativista

### Instituciones de educación superior públicas
- Universidad Colegio Mayor de Cundinamarca

### Instituciones de educación superior privadas
- Universidad Minuto de Dios
- Telecampus de la CUN

### Programas de Educación
La secretaría de educación del municipio de Funza, brinda el apoyo a jóvenes con el fin de apoyar su crecimiento cultural y personal, para lo cual tiene diferentes programas como son: 
- Bilingüismo
- Grupos Juveniles
- Alfabetización
- Juntos Vamos a la Universidad

## Servicios públicos
- Energía Eléctrica: Enel, es la empresa prestadora del servicio de energía eléctrica.
- Gas Natural: Vanti es la empresa distribuidora y comercializadora de gas natural en el municipio.